# Iwan Krystew
Iwan Jotow Krystew (bułg. Иван Йотов Кръстев, ur. 1 stycznia 1965 w Łukowit) – bułgarski politolog, filozof polityki, analityk, publicysta.

## Życiorys
Ukończył studia na Uniwersytecie Sofijskim. Szef Centrum Strategii Liberalnych w Sofii. Współzałożyciel think tanku o nazwie Europejska Rada Spraw Zagranicznych (ang. European Council on Foreign Relations), związany z Instytutem Nauk o Człowieku w Wiedniu. Jest członkiem rady Instytutu Studiów Zaawansowanych.
W 2008 uzyskał 85. miejsce na liście Top 100 Public Intellectuals Poll.
Był kierownikiem badań Projektu Politycznych Konsekwencji Antyamerykanizmu.

## Wydane książki
- The Anti-American Century, Alan McPherson i Ivan Krastev (eds.), CEU Press, 2007.
- Shifting Obsessions: Three Essays on the Politics of Anticorruption, CEU Press, 2004.
- In Mistrust We Trust: Can Democracy Survive When We Don't Trust Our Leaders?, TED books, 3 January 2013 http://www.ted.com/pages/tedbooks_library
- Democracy Disrupted: The Politics of Global Protest, University of Pennsylvania Press, 2014.

## Publikacje w języku polskim
- (współautor: Mark Leonard), Widmo Europy wielobiegunowej, współpraca Dimityr Beczew, Jana Kobzowa i Andrew Wilson, przeł. Sergiusz Kowalski, Warszawa - Londyn: Fundacja Batorego - Europejska Rada Spraw Zagranicznych 2011.
- Demokracja nieufnych. Eseje polityczne, Warszawa: Wydawnictwo Krytyki Politycznej, 2013. (ISBN 978-83-63855-58-1)
- Kryzys: solidarność, elity, pamięć, Europa, w: Solidarność i kryzys zaufania, red. Jacek Kołtan, Gdańsk: Europejskie Centrum Solidarności 2014.
- Demokracja: przepraszamy za usterki, przeł. Michał Sutowski, Warszawa: Wydawnictwo Krytyki Politycznej 2015.